# Scoot McNairy
John Marcus "Scoot" McNairy, född 11 november 1977 i Dallas i Texas, är en amerikansk skådespelare och filmproducent. Hans mest kända roller inom filmvärlden är i Monsters, Argo, Killing Them Softly, 12 Years a Slave, Gone Girl och Batman v Superman: Dawn of Justice. Han har också medverkat i TV-serier som Halt and Catch Fire, True Detective, Narcos: Mexico och Godless.
McNairy var mellan åren 2010 och 2019 gift med skådespelerskan Whitney Able, som han träffade ungefär ett halvår före inspelningen av filmen Monsters, där de spelar mot varandra. Exmakarna har två barn tillsammans.

## Filmografi (i urval)

### Filmer
| - 2003 – The Wonderland Murders - 2004 – D.E.B.S. - 2004 – Sleepover – Pyjamaspartyt - 2005 – Herbie: Fulltankad - 2006 – Art School Confidental - 2006 – Bobby - 2007 – In Search of a Midnight Kiss - 2010 – Monsters - 2012 – Killing Them Softly - 2012 – Argo - 2012 – Promised Land - 2013 – 12 Years a Slave - 2014 – Non-Stop - 2014 – Frank | - 2014 – Gone Girl - 2014 – Black Sea - 2015 – Our Brand Is Crisis - 2016 – Batman v Superman: Dawn of Justice - 2017 – Sleepless - 2017 – Aftermath - 2018 – Destroyer - 2019 – Once Upon a Time in Hollywood - 2020 – A Quiet Place Part II - 2021 – C'mon C'mon - 2022 – Blonde - 2022 – Luckiest Girl Alive - 2022 – Lyle, Lyle, Crocodile - 2024 – Speak No Evil - 2024 – Nightbitch |

### TV-serier
- 2004 – Good Girls Don't... (TV-serie)
- 2005 – Six Feet Under (TV-serie)
- 2005 – Close to Home (TV-serie)
- 2007 – How I Met Your Mother (TV-serie)
- 2007–2011 – Bones (TV-serie)
- 2008 – The Shield (TV-serie)
- 2008 – My Name Is Earl (TV-serie)
- 2008 – Eleventh Hour (TV-serie)
- 2009 – CSI: Crime Scene Investigation (TV-serie)
- 2014–2017 – Halt and Catch Fire (TV-serie)
- 2017 – Fargo (TV-serie)
- 2017 – Godless (TV-serie)
- 2018–2021 – Narcos: Mexico (TV-serie)
- 2019 – True Detective (TV-serie)
- 2020 – Love Life (TV-serie)
- 2020 – The Comey Rule (TV-serie)